# 伊戈斯圣萨蒂南
伊戈斯圣萨蒂南（法語：Ygos-Saint-Saturnin）是法国朗德省的一个市镇，属于蒙德马桑区。该市镇总面积57.88平方公里，2009年时的人口为1187人。

## 人口
伊戈斯圣萨蒂南人口变化图示